# Цілинний (кінотеатр)
Кінотеатр «Цілинний» — кінотеатр вищого розряду з широкоформатним екраном, один з найбільших в Алма-Аті, що функціонував з 1964 по 2014 роки.

## Архітектура
Пам'ятка радянського модернізму. Архітектори: С. Розенблюм, В. Кацев, Б. Тютін.

## Історія
У 1964 році було побудовано кінотеатр «Цілинний», який був оснащений широким екраном та міг вмістити 1536 глядачів. Він був одним з найбільших у місті та мав високу репутацію. Протягом 1982 року кінотеатр відвідало понад 2 мільйони осіб.
2000 року кінотеатр був реконструйований і перероблений у двозальний. Замість колишнього залу з широкоформатним екраном і 1536 місцями, створено два зали для глядачів по 322 місця — зелений і червоний. У залах встановлені проєктори Simplex Millennium, 7-канальні звукові системи Dolby Digital Surround EX та екрани 13,7 х5,7. Частину будівлі віддали під нічний клуб, вхід якого розташований у південному торці будівлі кінотеатру.
З 2014 року не працює, після того, як власниками того ж року будівлю кінотеатру було закладено під заставу, в результаті вони не повернули позику, і заставник виставив її на продаж. Вартість продажу кінотеатру дорівнює 6500000 доларів.